# Mount Ashford
Mount Ashford ist ein Berg im ostantarktischen Enderbyland. Er ist der höchste und markanteste der Knuckey Peaks.
Der Berg diente einer Mannschaft der Australian National Antarctic Research Expeditions zwischen 1974 und 1975 zur Errichtung einer Vermessungsstation. Das Antarctic Names Committee of Australia benannte ihn 1975 nach dem Meteorologen Anthony Raymond Ashford (* 1939), der 1974 auf der Mawson-Station tätig und an der Vermessung des Bergs beteiligt war.